# カジノ・ロワイヤル (小説)
『カジノ・ロワイヤル』（Casino Royale）は、イギリスの作家イアン・フレミングによるスパイ小説。1953年に出版されたこの作品は、「ジェームズ・ボンド」の最初の作品であり、その後、フレミングによる11冊の小説と2冊の短編小説集が出版され、さらに他の作家によってボンドを主人公とした数多くの小説が出版された。

## 概要
この物語は、英国の諜報員ジェームズ・ボンドが、ロワイヤル・レゾーのカジノでギャンブルを行い、フランスの組合の会計係でロシアのシークレット・サービスの一員であるル・シッフルを破産させるというもの。ボンドをサポートするのは、ボンドの部下であるヴェスパー・リンド、CIAのフェリックス・ライター、フランス国家安全保障局のルネ・マティスである。
フレミングは、海軍情報部のメンバーとしての戦時中の経験や、仕事中に出会った人々をプロットの要素として用い、ボンドのキャラクターにはフレミングの個人的な好みも多く反映されている。フレミングは、1952年初めにジャマイカのゴールデンアイの屋敷で、結婚を待ちながら草稿を書き上げた。当初、この作品が出版に適しているかどうか迷っていたが、友人である小説家のウィリアム・プロマーから、この小説は将来性があると言われた。
スパイもののストーリーの中で、世界におけるイギリスの立場、特にイギリスの諜報員であるガイ・バージェスとドナルド・マクレインがソ連に亡命したことを踏まえたアメリカとの関係をテーマにしている。1953年4月13日にイギリスで発売されたこの本は、当時の批評家たちからおおむね好意的な評価を受け、1か月足らずで完売したが、1年後にアメリカで発売されたときの売れ行きはかなり悪かった。
「デイリー・エクスプレス」にコミックとして掲載されたほか、1954年にバリー・ネルソンがアメリカ人ボンドを演じたCBSのテレビシリーズ「Climax!」のエピソード、デヴィッド・ニーヴンが「サー・ジェームズ・ボンド」を演じた1967年の映画版、ダニエル・クレイグがジェームズ・ボンドを演じたイーオン・プロダクションズシリーズの2006年の映画と、3度にわたって映画化されている。

## 舞台
宝塚歌劇団宙組により、2023年3 - 6月に宝塚大劇場・東京宝塚劇場において上演。
脚本・演出は小池修一郎。主演は真風涼帆・潤花。
宙組トップコンビ、真風涼帆・潤花の退団公演となる。

## 日本語訳
- 『カジノ・ロワイヤル - 秘密情報部〇〇七号』 
  - （訳：井上一夫）創元推理文庫 1963年 ISBN 4-488-13801-2
  - （訳：井上一夫）創元推理文庫 2006年 ISBN 4-488-13806-3
- 『007 / カジノ・ロワイヤル』
  - （訳：白石朗）創元推理文庫 2019年 ISBN 978-4-488-13809-7